# Wikstroemia villosa
Wikstroemia villosa (englischer Name: Hairy Wikstroemia) ist eine extrem seltene Pflanzenart aus der Familie der Seidelbastgewächse (Thymelaeaceae). Sie ist endemisch auf der Insel Maui (Hawaiʻi).

## Beschreibung
Wikstroemia villosa ist ein Strauch oder kleiner Baum und erreicht eine Wuchshöhe von 3 bis 4,5 Meter. Die breit elliptischen bis elliptisch-eiförmigen Laubblätter sind gewöhnlich acht bis dreizehn Zentimeter lang und drei bis vier Zentimeter breit. Die Blätter sind zottig behaart, manchmal aber auch glatt. Die mittlere Hauptachse des Fiederblattes (Rhachis) ist 5 bis 25 Millimeter lang.
Die Blütenstiele sind zwei bis vier Millimeter lang. Die Blüten sind gelb. Die Früchte sind elliptisch, zehn bis dreizehn Millimeter lang und haben ungefähr einen Durchmesser von sieben Millimeter.

## Status
Wikstroemia villosa wurde mehrfach am Nordhang des Haleakalā auf East Maui gesammelt. Zwei weitere Aufsammlungen gab es auf den Kämmen des Wailuku Valley auf West Maui. Nach einer dokumentierten Sichtung aus dem Jahre 1928 galt die Art lange als verschollen, bis im Jahre 2007 ein einzelnes Exemplar wiederentdeckt wurde. Wikstroemia villosa wächst in den Regenwäldern der Bergregionen. Teile des Lebensraumes wurden in Viehweiden umgewandelt. Eine weitere Bedrohung geht von verwilderten Hausschweinen und der Konkurrenz mit invasiven Pflanzen aus.